# Letališče Bilbao
Letališče Bilbao (IATA: BIO, ICAO: LEBB) je manjše mednarodno letališče 9 km severno od Bilbaa, v Biskaji. Je največje letališče v Baskiji in severni Španiji, ki je leta 2018 odpremilo 5.469.453 potnikov in slovi po novem glavnem terminalu, ki je bil odprt leta 2000 in ga je oblikoval Santiago Calatrava.

## Zgodovina
Po različnih poskusih v pokrajini Biskaja je oktobra 1927 Zveza javnih del sprejela ukrepe za ustanovitev letališča v Bilbau. Ustanovljen je bil provincialni odbor, ki je preučil možno lokacijo letališča. Šele leta 1936 je General Aeronautics Management dovolil postavitev letališča v Sondiki. Vendar pa letališče zaradi številnih pomanjkljivosti ni veljalo za zanimivo. Bilbao je obkrožen z gorami, zato je bilo treba najti ravno dolino brez večjega števila prebivalcev.
Gradbena dela so se začela med državljansko vojno, vendar so v tem času in do junija 1937 letališče uporabljali le kot bazo za vojaške dejavnosti. Leta 1938 se je začela druga stopnja razvoja letališča. Svet je z vlado nadaljeval postopke za spremembo preprostega projekta iz leta 1936, pripravo novega projekta pa je odobrilo in pozneje odobrilo generalno upravljanje infrastrukture.
Leta 1940 se je v prizadevanju lokalnih organizacij v soglasju odločilo zgraditi civilno letališče v Sondiki. Gradbena dela so počasi napredovala in 19. septembra 1948 je bilo letališče končno odprto za dnevni promet z vzpostavitvijo zračne poti do Madrida s strani Aviación y Comercio, SA. Dve leti kasneje je terminal, imenovan Carlos Haya po znanem pilotu iz Bilbaa, začel opravljati storitve. Takrat je imelo letališče asfaltno vzletno-pristajalno stezo, 11/29 (dimenzije 1.440 krat 45 m), drugo zemeljsko stezo (velikost 1.500 krat 150 m), vozno stezo, potniški terminal, stolp, radijski svetilnik, iskalec smeri, pa tudi policijo, pošto, vremensko, zdravstveno službo, gorivo in telefonske storitve. Leta 1955 je bila zgrajena vozna steza, ki je vzletno-pristajalno stezo povezala s parkirišči in terminalom. Zgrajena je bila tudi letališka ploščad velikosti 124 krat 60 m, hangar za kraljevi letalniški klub Vizcaya in stalne objekte za Campso.
Med letoma 1964 in 1965 sta bila nameščena instrumentalni sistem za pristanek ILS in meteorološki radio za odkrivanje neviht; vzletno-pristajalna steza se je razširila na 2000 m, ploščad pa na 12.000 m². Leta 1975 je bila vzletno-pristajalna steza postavljena na površje in njena usmeritev je postala 10/28 zaradi spremembe magnetne deklinacije. Leta 1977 so podaljšali parkirno mesto, zgradili povezovalno cesto in namestili sistem ILS. Vzletno-pristajalna steza 12/30, dolga 2600 m, je bila odprta istega leta, letališče pa je bilo naslednje leto uvrščeno v prvo kategorijo. Zaradi gostote naseljenosti tega območja bodo bližajoči se načrti morda morali preleteti obsežno pokopališče Derio.
V 1980-ih je sistem za pristajanje ILS začel obratovati za vzletno-pristajalno stezo 10/28; povečani so bili komunikacijski center, potniški terminal in parkirišča; zgrajena je bila stavba gasilske službe in tovorni terminal.
19. februarja 1985 je letalo Iberije iz Madrida trčilo v goro Oiz, vsi potniki in posadka so umrli. 
Leta 1996 je bila zgrajena nova vozna steza z dvema hitrim izhodoma in nova ploščad za letala. Dela so zahtevala odstranitev tone zemlje, zastrupljene z ostanki lindana. Maja 1999 se je začel uporabljati nov nadzorni stolp, ki je omogočil bolj osredotočen pogled na letališče in hkrati olajšal letališke operacije. 19. novembra 2000 je bilo na severnem območju odprto novo terminalno območje, ki ga sestavljajo nova stavba terminala s površino 32.000 m², parkirišče s 3000 parkirnimi mesti v velikosti 95.000 m² in severna ploščad za parkiranje letal, ki služi novemu območju terminala.
Februarja 2009 so bili objavljeni načrti za razširitev zgradbe terminala, objektov in parkirišč, da se sedanja zmogljivost podvoji na 8 milijonov potnikov. Dela naj bi bila končana leta 2014 in bodo stala 114 milijonov EUR, vendar je španska vlada leta 2010 napovedala, da bo projekt zaradi znižanja izdatkov in zmanjšanja števila potnikov zavlekel vsaj 5 let.

## Oblikovanje potniškega terminala
Terminal je elegantne oblike, z dvema simetričnima 'krilcema' in ostrim vrhom v sredini, kar je še posebej vidno, ko se terminalu približa s strani. Ta originalni dizajn je stavbi dal vzdevek La Paloma (golob). Uporabljeni so beli beton in steklo. Notranjost so odprti in svetleči prostori, razdeljeni v dve nadstropji, zgornja za odhode (okenca za prijavo in vrata) in spodnja za prihode.
Aena, španska letališka uprava, je kritizirala zasnovo Santiaga Calatrave, ker je videti težko nadaljevati s povečevanjem zmogljivosti terminala, ker je zasnova preveč zaprta. Kljub temu so se v obdobju 2005–2006 zgodile spremembe na območju prijave, da so popotnikom nudili izboljšane nakupovalne zmogljivosti, kar je skoraj podvojilo prodajne površine, ki jih zdaj ponujajo.
Uporabniki letališča so se pogosto pritoževali nad pomanjkanjem območja za prihode, saj so potniki, ko so carinili, stopili neposredno ven in tam bili pogosto izpostavljeni vremenskim elementom. Letališče je zgradilo zaklonišče s steklenimi stenami, da bi rešilo to težavo.
- Notranjost letališča Bilbao
- Bilbao Airport jetway
- Kontrolni stolp